# Tod David Brown

Bischofswappen von Tod David Brown

Tod David Brown (* 15. November 1936 in San Francisco, Kalifornien; † 15. Oktober 2023 in Orange, Kalifornien) war ein US-amerikanischer Geistlicher und römisch-katholischer Bischof von Orange in California.

## Leben
Tod David Brown wurde in San Francisco als erstes von zwei Kindern geboren. Er besuchte mehrere Schulen in Nordkalifornien. Während seiner Ausbildung zum Priester lebte Brown im Ryan Seminary in Fresno, im St. John’s Seminary in Camarillo und im Päpstlichen Nordamerika-Kolleg in Rom, wo er an der Päpstlichen Universität Gregoriana studierte.
Brown empfing am 1. Mai 1963 die Priesterweihe für das Bistum Monterey-Fresno. Hier war er daraufhin als Vikar und Pastor tätig; er leitete außerdem die Kommission für Gottesdienste, war Vorsitzender des Priesterrates und des Komitees für die Altersversorgung der Priester. Er gehörte dem diözesanen Bildungsausschuss an. Er war Kanzler der Kurie, Moderator der Kurie und Generalvikar des Bistums.
Papst Johannes Paul II. ernannte ihn am 27. Dezember 1988 zum Bischof von Boise City. Der Erzbischof von Portland in Oregon, William Joseph Levada, spendete ihm am 3. April des folgenden Jahres die Bischofsweihe; Mitkonsekratoren waren sein Amtsvorgänger Sylvester William Treinen und Thaddeus Anthony Shubsda, Bischof von Monterey in California.
Am 30. Juni 1998 wurde er zum Bischof von Orange in California ernannt und am 3. September in sein Amt eingeführt. Am 21. September 2012 nahm Papst Benedikt XVI. sein aus Altersgründen vorgebrachtes Rücktrittsgesuch an.
Browns Wahlspruch lautete Come Lord Jesus („Komm, Herr Jesus“) und entstammt der Offenbarung des Johannes (Offb 22,20 ).
Tod David Brown starb im Oktober 2023 im Alter von 86 Jahren im St. Joseph’s Hospital in Orange.